# 19.ª etapa del Giro de Italia 2023
La 19.ª etapa del Giro de Italia 2023 tuvo lugar el 26 de mayo de 2023 y consistió en una etapa en línea con inicio en la localidad de Oderzo y final en Val di Zoldo sobre un recorrido de 161 km. Esta fue ganada por el colombiano Santiago Buitrago del equipo Bahrain Victorious, mientras que el británico Geraint Thomas del INEOS Grenadiers consiguió mantener el liderato.

## Clasificación de la etapa
| Longarone - Tres Cimas de Lavaredo | etapa de montaña | (183 km) |

| \| Clasificación de la etapa \| Clasificación de la etapa \| Clasificación de la etapa \| Clasificación de la etapa \| Clasificación de la etapa \| \| Ciclista \| Ciclista \| Equipo \| Tiempo \| \| \| ------------------------- \| ------------------------- \| ------------------------- \| ------------------------- \| ------------------------- \| \| 1.º \| Santiago Buitrago \| Bahrain Victorious \| 5 h 28 min 07 s \| \| \| 2.º \| Derek Gee \| Israel-Premier Tech \| + 51 s \| \| \| 3.º \| Magnus Cort \| EF Education-EasyPost \| + 1 min 46 s \| \| \| 4.º \| Primož Roglič \| Jumbo-Visma \| + 1 min 46 s \| \| \| 5.º \| Geraint Thomas \| Ineos Grenadiers \| + 1 min 49 s \| \| \| 6.º \| João Almeida \| UAE Team Emirates \| + 2 min 09 s \| \| \| 7.º \| Damiano Caruso \| Bahrain Victorious \| + 2 min 09 s \| \| \| 8.º \| Thymen Arensman \| Ineos Grenadiers \| + 2 min 09 s \| \| \| 9.º \| Thibaut Pinot \| Groupama-FDJ \| + 2 min 16 s \| \| \| 10.º \| Einer Rubio \| Movistar Team \| + 2 min 26 s \| \| |                   |                       |                 |
| |                   |                       |                 |
| Fuente: ProCyclingStats |                   |                       |                 |
| Clasificación de la etapa |                   |                       |                 |
| Ciclista | Ciclista          | Equipo                | Tiempo          |
| 1.º | Santiago Buitrago | Bahrain Victorious    | 5 h 28 min 07 s |
| 2.º | Derek Gee         | Israel-Premier Tech   | + 51 s          |
| 3.º | Magnus Cort       | EF Education-EasyPost | + 1 min 46 s    |
| 4.º | Primož Roglič     | Jumbo-Visma           | + 1 min 46 s    |
| 5.º | Geraint Thomas    | Ineos Grenadiers      | + 1 min 49 s    |
| 6.º | João Almeida      | UAE Team Emirates     | + 2 min 09 s    |
| 7.º | Damiano Caruso    | Bahrain Victorious    | + 2 min 09 s    |
| 8.º | Thymen Arensman   | Ineos Grenadiers      | + 2 min 09 s    |
| 9.º | Thibaut Pinot     | Groupama-FDJ          | + 2 min 16 s    |
| 10.º | Einer Rubio       | Movistar Team         | + 2 min 26 s    |

## Clasificaciones al final de la etapa

### Clasificación general(Maglia Rosa)
| \| Clasificación general \| Clasificación general \| Clasificación general \| Clasificación general \| Clasificación general \| \| Ciclista \| Ciclista \| Equipo \| Tiempo \| \| \| --------------------- \| --------------------- \| --------------------- \| --------------------- \| --------------------- \| \| 1.º \| Geraint Thomas \| Ineos Grenadiers \| 81 h 55 min 47 s \| \| \| 2.º \| Primož Roglič \| Jumbo-Visma \| + 26 s \| \| \| 3.º \| João Almeida \| UAE Team Emirates \| + 59 s \| \| \| 4.º \| Damiano Caruso \| Bahrain Victorious \| + 4 min 11 s \| \| \| 5.º \| Edward Dunbar \| Team Jayco AlUla \| + 4 min 53 s \| \| \| 6.º \| Thibaut Pinot \| Groupama-FDJ \| + 5 min 10 s \| \| \| 7.º \| Thymen Arensman \| Ineos Grenadiers \| + 5 min 13 s \| \| \| 8.º \| Lennard Kämna \| Bora-Hansgrohe \| + 5 min 54 s \| \| \| 9.º \| Andreas Leknessund \| Team DSM \| + 6 min 08 s \| \| \| 10.º \| Laurens De Plus \| Ineos Grenadiers \| + 7 min 30 s \| \| |                    |                    |                  |
| |                    |                    |                  |
| Fuente: ProCyclingStats |                    |                    |                  |
| Clasificación general |                    |                    |                  |
| Ciclista | Ciclista           | Equipo             | Tiempo           |
| 1.º | Geraint Thomas     | Ineos Grenadiers   | 81 h 55 min 47 s |
| 2.º | Primož Roglič      | Jumbo-Visma        | + 26 s           |
| 3.º | João Almeida       | UAE Team Emirates  | + 59 s           |
| 4.º | Damiano Caruso     | Bahrain Victorious | + 4 min 11 s     |
| 5.º | Edward Dunbar      | Team Jayco AlUla   | + 4 min 53 s     |
| 6.º | Thibaut Pinot      | Groupama-FDJ       | + 5 min 10 s     |
| 7.º | Thymen Arensman    | Ineos Grenadiers   | + 5 min 13 s     |
| 8.º | Lennard Kämna      | Bora-Hansgrohe     | + 5 min 54 s     |
| 9.º | Andreas Leknessund | Team DSM           | + 6 min 08 s     |
| 10.º | Laurens De Plus    | Ineos Grenadiers   | + 7 min 30 s     |

### Clasificación por puntos(Maglia Ciclamino)
| Clasificación por puntos | Clasificación por puntos | Clasificación por puntos | Clasificación por puntos | Clasificación por puntos |
| Ciclista                 | Ciclista                 | Equipo                   | Puntos                   |                          |
| ------------------------ | ------------------------ | ------------------------ | ------------------------ | ------------------------ |
| 1.º                      | Jonathan Milan           | Bahrain Victorious       | 215 pts                  |                          |
| 2.º                      | Derek Gee                | Israel-Premier Tech      | 160 pts                  |                          |
| 3.º                      | Pascal Ackermann         | UAE Team Emirates        | 95 pts                   |                          |
| 4.º                      | Michael Matthews         | Team Jayco AlUla         | 93 pts                   |                          |
| 5.º                      | Toms Skujiņš             | Trek-Segafredo           | 79 pts                   |                          |
| 6.º                      | Nico Denz                | Bora-Hansgrohe           | 77 pts                   |                          |
| 7.º                      | Magnus Cort              | EF Education-EasyPost    | 68 pts                   |                          |
| 8.º                      | Marius Mayrhofer         | Team DSM                 | 53 pts                   |                          |
| 9.º                      | Vincenzo Albanese        | Eolo-Kometa              | 51 pts                   |                          |
| 10.º                     | Mark Cavendish           | Astana Qazaqstan Team    | 51 pts                   |                          |

### Clasificación de la montaña(Maglia Azzurra)
| Clasificación de la montaña | Clasificación de la montaña | Clasificación de la montaña        | Clasificación de la montaña | Clasificación de la montaña |
| Ciclista                    | Ciclista                    | Equipo                             | Puntos                      |                             |
| --------------------------- | --------------------------- | ---------------------------------- | --------------------------- | --------------------------- |
| 1.º                         | Thibaut Pinot               | Groupama-FDJ                       | 228 pts                     |                             |
| 2.º                         | Derek Gee                   | Israel-Premier Tech                | 200 pts                     |                             |
| 3.º                         | Ben Healy                   | EF Education-EasyPost              | 164 pts                     |                             |
| 4.º                         | Davide Bais                 | Eolo-Kometa                        | 144 pts                     |                             |
| 5.º                         | Einer Rubio                 | Movistar Team                      | 118 pts                     |                             |
| 6.º                         | Santiago Buitrago           | Bahrain Victorious                 | 82 pts                      |                             |
| 7.º                         | Davide Gabburo              | Green Project-Bardiani CSF-Faizanè | 69 pts                      |                             |
| 8.º                         | João Almeida                | UAE Team Emirates                  | 61 pts                      |                             |
| 9.º                         | Aurélien Paret-Peintre      | AG2R Citroën Team                  | 56 pts                      |                             |
| 10.º                        | Filippo Zana                | Team Jayco AlUla                   | 54 pts                      |                             |

### Clasificación de los jóvenes(Maglia Bianca)
| Clasificación del mejor joven | Clasificación del mejor joven | Clasificación del mejor joven | Clasificación del mejor joven | Clasificación del mejor joven |
| Ciclista                      | Ciclista                      | Equipo                        | Tiempo                        |                               |
| ----------------------------- | ----------------------------- | ----------------------------- | ----------------------------- | ----------------------------- |
| 1.º                           | João Almeida                  | UAE Team Emirates             | 81 h 56 min 46 s              |                               |
| 2.º                           | Thymen Arensman               | Ineos Grenadiers              | + 4 min 14 s                  |                               |
| 3.º                           | Andreas Leknessund            | Team DSM                      | + 5 min 09 s                  |                               |
| 4.º                           | Einer Rubio                   | Movistar Team                 | + 6 min 41 s                  |                               |
| 5.º                           | Santiago Buitrago             | Bahrain Victorious            | + 9 min 04 s                  |                               |
| 6.º                           | Ilan Van Wilder               | Soudal Quick-Step             | + 9 min 20 s                  |                               |
| 7.º                           | Filippo Zana                  | Team Jayco AlUla              | + 30 min 07 s                 |                               |
| 8.º                           | Laurens Huys                  | Intermarché-Circus-Wanty      | + 45 min 54 s                 |                               |
| 9.º                           | Brandon McNulty               | UAE Team Emirates             | + 1 h 06 min 03 s             |                               |
| 10.º                          | Michel Heßmann                | Jumbo-Visma                   | + 1 h 16 min 03 s             |                               |

### Clasificación por equipos"Súper team"
| Clasificación por equipos | Clasificación por equipos | Clasificación por equipos | Clasificación por equipos |
| Equipo                    | Equipo                    | Tiempo                    |                           |
| ------------------------- | ------------------------- | ------------------------- | ------------------------- |
| 1.º                       | Bahrain Victorious        | 245 h 35 min 12 s         |                           |
| 2.º                       | Ineos Grenadiers          | + 19 min 59 s             |                           |
| 3.º                       | Jumbo-Visma               | + 33 min 47 s             |                           |
| 4.º                       | UAE Team Emirates         | + 55 min 50 s             |                           |
| 5.º                       | Bora-Hansgrohe            | + 1 h 17 min 46 s         |                           |
| 6.º                       | AG2R Citroën Team         | + 1 h 18 min 05 s         |                           |
| 7.º                       | Astana Qazaqstan Team     | + 1 h 26 min 02 s         |                           |
| 8.º                       | Team Jayco AlUla          | + 1 h 30 min 34 s         |                           |
| 9.º                       | Israel-Premier Tech       | + 1 h 48 min 45 s         |                           |
| 10.º                      | EF Education-EasyPost     | + 2 h 05 min 23 s         |                           |

## Abandonos
- Hugh Carthy (EF Education-EasyPost) no tomó la salida.